# 里沙夫卡
50°46′49″N 28°20′31″E / 50.78028°N 28.34194°E
里沙夫卡（烏克蘭語：Ришавка）是位於烏克蘭北部日托米爾州科羅斯堅區的村莊，始建於1760年，面積3.17平方公里，海拔高度218米，2001年人口461，人口密度每平方公里145.52人。